# Olympische Sommerspiele 1984/Teilnehmer (Malaysia)
| Gelbes Symbol für Goldmedaillen mit stilisierten Olympischen Ringen | Graues Symbol für Silbermedaillen mit stilisierten Olympischen Ringen | Braundes Symbol für Bronzemedaillen mit stilisierten Olympischen Ringen |
| ------------------------------------------------------------------- | --------------------------------------------------------------------- | ----------------------------------------------------------------------- |
| —                                                                   | —                                                                     | —                                                                       |

Malaysia nahm an den Olympischen Sommerspielen 1984 in Los Angeles, USA, mit einer Delegation von 21 Sportlern (zehn Männer und eine Frau) teil.

## Teilnehmer nach Sportarten

### Hockey
- Herrenmannschaft
11. Platz

- Kader
Ahmed Fadzil
Yahya Atan
Foo Keat Seong
Sukhvinderjeet Singh Kulwant
Michael Chew
Sarjit Singh Kyndan
Stephen van Huizen
Jagjit Singh Chet
Soon Mustafa bin Karim
Kevin Nunis
Ow Soon Kooi
Tam Chew Seng
Shurentheran Murugesan
Poon Fook Loke
Colin Santa Maria
Zulkifli Abbas

### Leichtathletik
- Nordin Mohamed Jadi
200 Meter: Vorläufe
400 Meter: Vorläufe

- Batulamai Rajakumar
800 Meter: Vorläufe
1500 Meter: Vorläufe

### Radsport
- Rosman Alwi
Sprint: 5. Runde
1000 Meter Einzelzeitfahren: 20. Platz

### Schießen
- Sabiamad Abdul Ahad
Freie Scheibenpistole: 35. Platz

### Schwimmen
- Helen Chow
Frauen, 100 Meter Freistil: 38. Platz
Frauen, 100 Meter Rücken: 31. Platz
Frauen, 100 Meter Brust: 28. Platz
Frauen, 200 Meter Lagen: 22. Platz